# Wzgórze Sobótki
Wzgórze Sobótki ,  (do 1945 niem. Wilhelmshöhe - (Wzgórze Wilhelma)) – wzniesienie morenowe w Parku Leśym Arkońskim o wysokości ok. 60 m n.p.m. w pobliżu ulic Podleśnej, Rajskiej i Świerkowej na Niemierzynie. 
Na przełomie XIX/XX w. istniał tam majątek rolny. Obecna nazwa nawiązuje do pogańskich obrzędów kultowych związanych z przesileniem letnim w noc świętojańską.